# Janine Puget
Janine Puget (Marsella, Francia, 19 de diciembre de 1926 - Buenos Aires, Argentina, 5 de noviembre de 2020) fue una psicoanalista y psiquiatra argentina nacida en Francia. En 2011 recibió el premio internacional Sigourney Award, que otorga la Asociación Psicoanalítica Internacional, por sus aportes al psicoanálisis.

## Trayectoria
Nació en Marsella y se trasladó a Argentina en la década de 1940. En sus comienzos fue la secretaria de Enrique Pichon-Rivière.
Puget fue analista didacta de la Asociación Psicoanalítica de Buenos Aires (APdeBA) y miembro fundadora de la Asociación de Psicología y Psicoterapia de Grupo en Buenos Aires. También fue la directora científica del Departamento de Psicoanálisis de Pareja y Familia de APdeBA y de la Asociación de Psicología y Psicoterapia de Grupo en Buenos Aires. Fue docente en la Asociación Psicoanalítica de Madrid.
Sus intereses incluían el psicoanálisis clásico, la terapia grupal, el psicoanálisis familiar y el de pareja. Para Puget, «La tensión provocada por la presencia inevitable de las paradojas en la pareja matrimonial, es vista tanto como generadora de síntomas como de posibilidades creadoras.»

Yo estoy trabajando mucho en las nuevas producciones sociales –nuevas, que se producen todos los días–, las que generan de un tiempo a esta parte, lo que llamo “la dictadura económica”, o sea, el nuevo poder político, que es el poder económico, ligado a la globalización, a sus efectos en cada país, cada región, cada pueblo. Por lo tanto estoy trabajando las consecuencias de la pérdida de la hegemonía del Estado-Nación en tanto poder político, y la constitución de las nuevas producciones sociales ligadas a un mundo que se constituye –tomando el concepto de Bauman de la modernidad líquida, o de Lewkowicz de la constitución en la fluidez, o mío que sería la constitución subjetiva sobre arenas movedizas–, que se contrapone o se superpone a las constituciones subjetivas en mundos estructurados.

Puget colaboraba en el Grupo de Derechos Humanos de la IPA-FEPAL. Trabajó en grupos sobre el estudio de los prejuicios y grupos sobre el estudio del antisemitismo.

## Obras
- Subjetivación discontinua y psicoanálisis : incertidumbre y certezas, 2015, ISBN 9789508924841.
- Janine Puget, L. Ricon,, M. Vignar, M.-L. Pelento, René Kaës, Silvia Amati-Sas : Violence d'état et psychanalyse, 1989, Éd. Dunod, Collection : Inconscient et culture, ISBN 2040169830 o  Violencia de Estado y Psicoanálisis (1989)
- Psicoanálisis de la pareja matrimonial (1988) “Psicanálise do Casal”, (en colab.) Porto Alegre, Artes Médicas, 1993.
- El Grupo y sus configuraciones (1982)
- La pareja: encuentros, desencuentros, reencuentros, México, 1999, ISBN 9501242021.
- Il gruppo e le sue configurazioni : terapia psicoanalítica, Roma, Borla, 1996, ISBN 8826310599.
- Lo Vincular- Teoría y Clínica psicoanalítica” (Berenstein I., Puget J.) Ed. Paidós, 1997.[10]
- Janine Puget, Isidoro Berenstein : Psychanalyse du lien : Dans différents dispositifs thérapeutiques, 2008, Éditeur : Erès, Collection : Transition, ISBN 2749208424
- Las violencias en diferentes situaciones.[11]
- Experiencias en grupos, ISBN 9788475090207.
- La pareja y sus anudamientos : erotismo-pasión-poder-trauma, ISBN 9789508921239, 2004.